# Estuaire de la Loire Sud - Baie de Bourgneuf
Estuaire de la Loire Sud - Baie de Bourgneuf este o arie protejată (sit de importanță comunitară — SCI) din Franța întinsă pe o suprafață de 49.441 ha, integral marine.

## Localizare
Centrul sitului Estuaire de la Loire Sud - Baie de Bourgneuf este situat la coordonatele 47°05′43″N 2°16′07″W / 47.09528°N 2.26861°V.

## Înființare
Situl Estuaire de la Loire Sud - Baie de Bourgneuf a fost declarat arie specială de conservare în baza directivei 92/43 din 1992 referitoare la conservarea habitatelor naturale și a faunei și florei sălbatice pentru a proteja 7 specii de animale.

## Biodiversitate
Situată în ecoregiunea atlantică, aria protejată conține 5 habitate naturale: Bancuri de nisip acoperite în permanență slab de apă marină, Estuare, Golfuri mici largi și golfuri puțin adânci, Recifuri, Terase mlăștinoase și terase nisipoase neacoperite de apă la reflux.
La baza desemnării sitului se află mai multe specii protejate:
- mamifere (2): marsuin (Phocoena phocoena), delfin mare (Tursiops truncatus)
- pești (5): Alosa alosa, Alosa fallax, Lampetra fluviatilis, Petromyzon marinus, somonul (Salmo salar)

Pe lângă speciile protejate, pe teritoriul sitului au mai fost identificate 3 specii de plante, 3 specii de mamifere, 6 specii de nevertebrate, 2 specii de pești, 1 specie de reptile.